# Maximum Ride - La scuola è finita
Maximum Ride - La scuola è finita è il secondo libro della saga "Maximum Ride", scritto da James Patterson e pubblicato nel 2006.
Il libro inizia con la fuga volante dello stormo dei ragazzi-uccelli, composto dai 6 ragazzini evasi dal carcere-laboratorio (la "Scuola"), gestita dai "Camici bianchi", sorta di dottori malvagi che hanno eseguito esperimenti genetici sui ragazzi. 
Durante uno scontro tra lo stormo e gli "Eliminatori", Fang viene gravemente ferito. Atterrato d'emergenza su una spiaggia, viene soccorso da un uomo che chiama immediatamente i soccorsi. Max e gli altri componenti del gruppo si vedono costretti a portare Fang in ospedale, nonostante la pericolosità della situazione. In seguito alle visite mediche, il team ospedaliero scopre le diversità genetiche di Fang e di Max, costretta a donare il sangue per salvare la vita dell'amico.
Allertato l'FBI, i ragazzi-uccelli vengono presi in affidamento da un'agente FBI (Jane) che li ospita a casa sua e li iscrive ad una scuola privata.
Durante le lezioni, i ragazzi sembrano inizialmente inserirsi nel gruppo studentesco e non si accorgono che vengono costantemente spiati da Ari e dal suo gruppo di Eliminatori. 
La situazione precipita vertiginosamente quando Max, aiutata dai fratelli Iggy e Gasman, scopre che la scuola, in realtà, è un istituto psichiatrico, dove in passato venivano effettuati esperimenti su persone. Il gruppo decide, quindi, di scappare nuovamente da Jane e dalla scuola, trovandosi costretti a combattere nuovamente con gli Eliminatori.
Durante la fuga, scoprono l'esistenza di un'industria che sembra essere la causa degli esperimenti genetici portati avanti da "La Scuola" e decidono di indagare. 
Una notte, però, Max viene rapita dai "camici bianchi" e sostituita con una copia esattamente identica, che ha il compito di portare lo stormo all'interno dell'azienda per essere esaminato ed eliminato. 
Max, riuscita a evadere, scopre l'azienda, salva lo stormo, sconfigge la sua copia e ricomincia la fuga dagli Eliminatori, per continuare la sua missione finale: salvare il mondo.